# Akademiker
Akademiker, ett begrepp relaterat till akademi, har flera innebörder:  
- En yrkesarbetande med betyg i akademisk utbildning
- Lärare vid akademi (högskola eller universitet)
- Person som studerar, eller är utbildad, vid högskola eller universitet
- Ledamot av akademi i betydelsen samfund - kallas dock vanligen akademiledamot
- En finländsk titel inrättad 1969. Den utdelas av Finlands president på framställan av Finlands Akademi och får bäras av högst tolv personer samtidigt, enligt lagen om Finlands Akademi av 1994.[1]

## Akademiska titlar i Sverige
Man skiljer mellan akademiska tjänsteformer och akademiska titlar, som inte säger något om en persons anställningsform. Det försvåras av att samma titel kan vara både det ena och det andra. Det är till exempel möjligt att vara arbetslös professor.
- Professor - både tjänsteform och titel
- Professor emeritus/ emerita titel för pensionär som tidigare haft professors tjänsteform
- Docent - endast titel, sedan 1993 ej reglerad i författning. Person som har avlagt docentexamen, motsvarande två doktorsavhandlingar, och kan vara antagen som oavlönad docent.
- Lektor - vanligen tjänsteform, titel i vissa ämnen. Lärare på universitet/högskola som har en doktorsexamen eller motsvarande, alternativt konstnärlig skicklighet, eller som har någon annan yrkesskicklighet som är av betydelse med hänsyn till anställningen. En adjunkt kan även befordras till lektor. Tidigare kunde även lektorer vid högskolor tituleras universitetslektor, när tillsättning och fakultetstillhörighet låg hos ett universitet.
- Doktor - endast titel. Person som har disputerat, det vill säga publikt har försvarat en doktorsavhandling och fått den godkänd. Normalt har doktorn inför detta gått doktorandutbildning i 4 år
- Licentiat - endast titel. Person som avlagt licentiatexamen, vilket motsvarar halva doktorsutbildningen
- Adjunkt - både tjänsteform och titel. Lärare vid universitet/högskola som inte har en doktorsexamen, samt titel i pedagogik
- Doktorand - avser både en student inom forskarutbildning och en typ av anställning. Den student som är antagen till och bedriver utbildning på forskarnivå betecknas som doktorand, oavsett finansieringsform. Kan i vissa sammanhang speciellt avse doktorand med doktorandanställning.
- Master - endast titel. Person som har avlagt akademisk examen på avancerad nivå, vanligen efter 5 års studier (infördes med den nya examensordningen 2007)
- Magister - endast titel. Person som har avlagt akademisk examen på avancerad nivå, vanligen efter 4 års studier
- Kandidat - endast titel. Person som har avlagt grundläggande akademisk examen, vanligen efter 3 års studier; juris kandidat- och teologie kandidat-examina är emellertid längre och räknas som magisterexamina; förr brukade även den som studerade för att avlägga examen tituleras kandidat
- Yrkesexamen - därutöver finns det ett antal yrkesexamina, som till exempel läkarexamen och civilingenjörsexamen

## Facklig organisering
Organiseringsgraden bland akademiker, i bemärkelsen yrkesarbetande med akademisk utbildning, är hög i Sverige. Ett stort antal akademiker är organiserade i Saco eller i något av TCO-förbunden, exempelvis Unionen, Vision eller ST. Akademiker med minst 180 högskolepoäng, eller har 150 högskolepoäng men säljer arbetskraft i en tjänsteform som vanligtvis erhålles av akademiker, kan bli medlemmar i Akademikernas a-kassa.